# Tofskotingor
Tofskotingor (Ampelion) är ett litet fågelsläkte i familjen kotingor inom ordningen tättingar. Släktet omfattar endast två arter med utbredning från Colombia och Venezuela till Bolivia i Sydamerika:
- Rödtofskotinga (A. rubrocristatus)
- Kastanjetofskotinga (A. rufaxilla)